# ماگنوس هارالدسون نروژ
ماگنوس هارالدسون نروژ (نروژی: Magnus Haraldsson of Norway؛ ح. ۱۱۳۵ – ح. ۱۱۴۵) پادشاه نروژ بین سال‌های ۱۱۴۲ تا ۱۱۴۵ میلادی بود.